# Alojzy Czarnecki
Alojzy Czarnecki (ur. 8 stycznia 1893 w Modrzewiach, powiat Chodzież, zm. 23 grudnia 1980 w Toruniu), polski fotograf i fotografik.

## Życiorys
Był synem organisty i fotografa Władysława oraz Teodozji z Eisermanów. Przygotowanie do rzemiosła fotograficznego zdobywał pod kierunkiem ojca oraz na kursach w Berlinie. Od 1925 prowadził własny zakład fotograficzny w Więcborku, w 1936, mając na utrzymaniu powiększającą się rodzinę, zdecydował się przenieść do Torunia. Z miastem tym pozostał związany do końca życia. Pierwszy zakład otworzył w domu na rogu ulic Szewskiej i Chełmińskiej w okolicy Rynku Staromiejskiego. W sezonie letnim pracował jako fotograf także poza Toruniem, m.in. fotografując kuracjuszy w Ciechocinku; w kwietniu 1937 jego klientami byli Juliana i Bernhard, będący w podróży poślubnej przyszła królowa Holandii i jej małżonek.
W czasie wojny był przez pewien czas więziony przez Niemców w Sztutthofie. Powrócił do Torunia w styczniu 1942, ponownie otwierając zakład fotograficzny, ale już w nowym miejscu – w Kamienicy Pod Gwiazdą. Po wojnie zakład prowadził przy ulicy Chełmińskiej 4 (ulicę przemianowano niebawem na Dzierżyńskiego). W maju 1945 jako pierwszy fotograf po wojnie zdał egzamin mistrzowski w Izbie Rzemieślniczej w Bydgoszczy. Później był w tejże Izbie wiceprzewodniczącym komisji egzaminacyjnej na stopień czeladnika i przewodniczącym komisji mistrzowskiej. W latach 1950–1952 kierował toruńska Izbą Rzemieślniczą.
W okresie powojennym stał się uznanym dokumentalistą odradzającego się życia Torunia. Fotografował ważne wydarzenia, np. inaugurację pierwszego roku akademickiego Uniwersytetu Mikołaja Kopernika, tworzył portrety ludzi. Kronikę dziesięciolecia, składającą się z niemal 8 tysięcy negatywów i 100 odbitek, przekazał w 1956 do Archiwum Państwowego. Zainspirowany przez Jana Bułhaka fotografował również przyrodę i architekturę dawnego Torunia. W 1951 prezentował w Bibliotece Głównej uniwersytetu cykl zdjęć gotyckich stalli pofranciszkańskich kościoła Najświętszej Maryi Panny; wystawa ta wchodziła w skład pokazu poświęconego Kopernikowi i jego czasom. 
Zasłynął jako portrecista, mając w dorobku fotografie uczonych Ludwika Kolankowskiego i Kazimierza Hartleba, malarza Tymona Niesiołowskiego, kompozytora Feliksa Nowowiejskiego i wielu innych osobistości. Fotografie portretowe stanowiły lwią część jego pierwszej wystawy indywidualnej, którą prezentował w 1947 w toruńskim Domu Plastyków. Łącznie miał za życia siedem takich wystaw, z czego ostatnia, w 80-lecie urodzin w 1973, miała charakter retrospektywny; uczestniczył także w licznych wystawach zbiorowych, tak w kraju, jak i Europie, Ameryce czy Azji.
W latach 1950–1952 prowadził zajęcia z fotografiki dla studentów Wydziału Sztuk Pięknych i Wydziału Humanistycznego Uniwersytetu Mikołaja Kopernika. Był miłośnikiem muzyki, przyrody, astronomii. W 1946 wspólnie z Zygfrydem Gardzielewskim (późniejszym zięciem) założył toruński oddział Polskiego Towarzystwa Fotograficznego i przez 16 lat mu prezesował. Działał w Klubie Miłośników Fotografii przy Polskim Towarzystwie Krajoznawczym. Od 1951 należał do Związku Polskich Artystów Fotografików.
W 1963 został uhonorowany dyplomem Rady Federacji Stowarzyszeń Fotograficznych w Polsce. W 1965 tytuł Artiste FIAP przyznała mu Międzynarodowa Federacja Sztuki Fotograficznej w Bernie. Był odznaczony Złotym Krzyżem Zasługi (1958), Krzyżem Oficerskim Orderu Odrodzenia Polski (1975), Medalem 30-lecia Polski Ludowej (1974).
Z małżeństwa z Jadwigą Ryterską miał czworo dzieci – córki Janinę, Barbarę i Stefanię oraz syna Władysława. Córka Janina (ur. 1926 w Więcborku), żona Zygfryda Gardzielewskiego, została również fotografikiem.
Zmarł w grudniu 1980 i został pochowany na cmentarzu komunalnym w Toruniu.